# Elza Ibrahimova
Elza Ibrahimova (en azerí: Elza İmaməddin qızı İbrahimova ) — compositora Azerbaiyana, artista del pueblo de la República de Azerbaiyán (2008) y Daguestán.

## Primeros años
Elza Ibrahimova nació en la ciudad de Hajigabul en 1938. Terminó sus estudios en la escuela de música No. 8 de Bakú, tomó clases de los compositores del Colegio de Música de Bakú en nombre de Asef Zeynalli en 1957, y en el departamento de compositores del Conservatorio Estatal de Azerbaiyán U.Hajibeyov (ahora Academia de Música de Bakú) en 1964. Su gran amor por la música fue valorado por sus padres todavía siendo muy pequeña, razón por la que y fue matriculada en una escuela de música.

## Carrera
Elza Ibrahimova compone su primera canción en 1969. Shovkat Alakbarova fue la primera intérprete de la canción "Yalan ha deyil", cuya letra es de Mammad Rahim. 
Elsa Ibrahimova fue una de los primeros compositores que introdujo el ritmo del tango en Azerbaiyán. Su obra llamada “Gurban vererdim”, compuesta con inspiración en la letra de Rafig Zeka, no fue bien recibida por el consejo de arte de la época soviética. Se afirma que el matiz burgués del tango no se concuerda ni se lleva bien con el espíritu soviético. Por lo tanto, más tarde, las canciones como “Ehtiyajim var” (letras de Aliagha Kurchayli), “Baghchadan kechmisen” (letras de A. Alibayli) compuestas con ritmos de tango, junto con “Gurban vererdim” se convirtieron en las obras favoritas de la compositora. Asimismo, la compositora es autora de un concierto de tres partes para piano y orquesta, compuesto para su tesis, óperas de “Afet”, "Sheikh Shamil" y “Yanan laylalar”, asimismo del himno de petroleros dedicado al 130 aniversario de la industria petrolera de Azerbaiyán.
A lo largo de su trabajo creador junto con las canciones más originales e interesantes compuso también romances, sonatas y cuartetos. La famosa obra "Ey Veten", interpretada por el cantante Rashid Behbudov, fue una de las canciones que dieron a conocer a Azerbaiyán en todo el mundo. Compuso canciones inspirándose en cientos de versos de los poetas azerbaiyanos y en docenas de muestras de la poesía en ruso. 
En 1992 recibió el título de Personalidad Emérita del Arte de la República de Azerbaiyán.
En 2008 recibió el título de Artista del Pueblo de la República de Azerbaiyán.
Murió el 11 de febrero de 2012 a la edad de 74 años, después de una enfermedad dura. La compositora fue enterrada en el Segundo Callejón Honorífico.

## Obras
- Ópera de "Afet" (autor de la obra: Huseyn Javid)
- Ópera de "Yanan laylalar "  (libretto – Ramiz Heydar, 1992);
- “Neftchiler himni” para solista y orquesta simfónica, letras de Z.Ziyadoglu (2001).
- Música para la película de "Dunya sevenlerindi" (1998).
- Canciones y romances inspiradas en letras de los poetas como R.Heydar, B.Vahabzada, O.Qochulu, V.Aziz, V.Samadoghlu, R.Afandiyeva, etc (1990 – 2001).
- "Rekviyem" en memoria de Michael Jackson, 2009
- B.Vahabzadə letras "Geceler bulag bashı"

## Filmografía
- Neghmekar torpag (película, 1981)
- Baghıshla (película, 1983)
- Qayıdısh (película, 1992)
- Yalchın (película, 2004)
- Sen yadıma dushende... (película, 2013)

## Premios
El 22 de diciembre de 2017 el Presidente de la República de Azerbaiyán, Ilham Aliyev firmó el decreto sobre la celebración del 80 aniversario de Elza Ibrahimova.